# سانتیاگو ازکورو
سانتیاگو ازکورو (انگلیسی: Santiago Ezquerro؛ زادهٔ ۱۴ دسامبر ۱۹۷۶) بازیکن فوتبال اهل اسپانیا است. وی در پست مهاجم بازی می‌کرد.
پس از اینکه در اتلتیک بیلبائو نام‌آور شد و طی هفت سال در ۳۰۰ بازی رسمی برای این باشگاه حضور داشت و متعاقباً خود را به بارسلونا رساند، اما در مدت سه سال موفق نشد خود را در بارسلونا نشان دهد و کم از وی در بازی‌ها استفاده شد.
ازکورو در طول ۱۳ فصل حضور در لالیگا، مجموعاً ۲۷۸ مسابقه و ۵۵ گل را به ثمر رسانده‌است.
وی همچنین در تیم‌های ملی فوتبال زیر ۲۱ سال اسپانیا و اسپانیا بازی کرده‌است.